# Grönnopping
Grönnopping (Entoloma incanum) är en svampart som först beskrevs av Elias Fries, och fick sitt nu gällande namn av Lexemuel Ray Hesler 1967. Grönnopping ingår i släktet Entoloma och familjen Entolomataceae.  Arten är reproducerande i Sverige. Inga underarter finns listade i Catalogue of Life.

## Bildgalleri

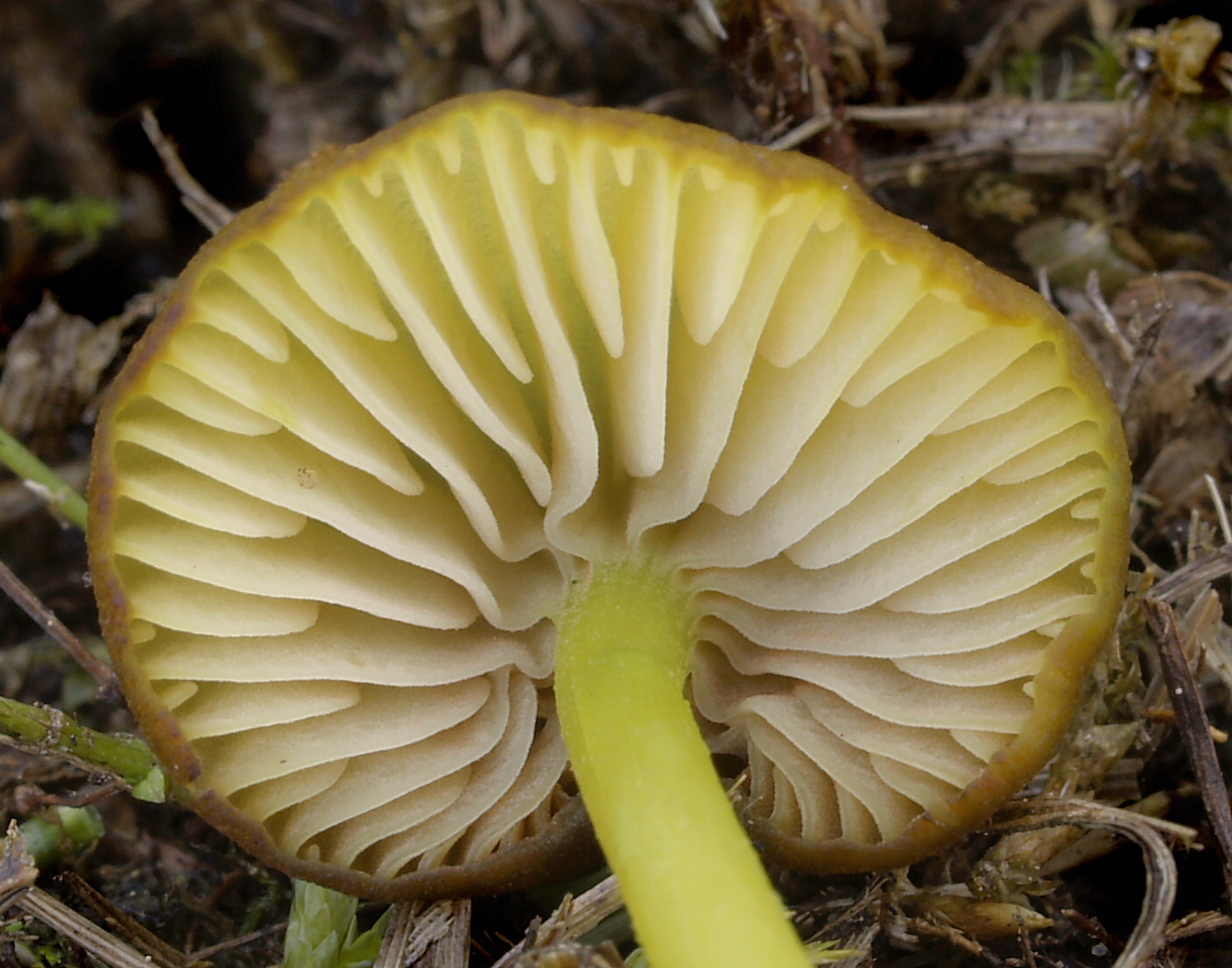
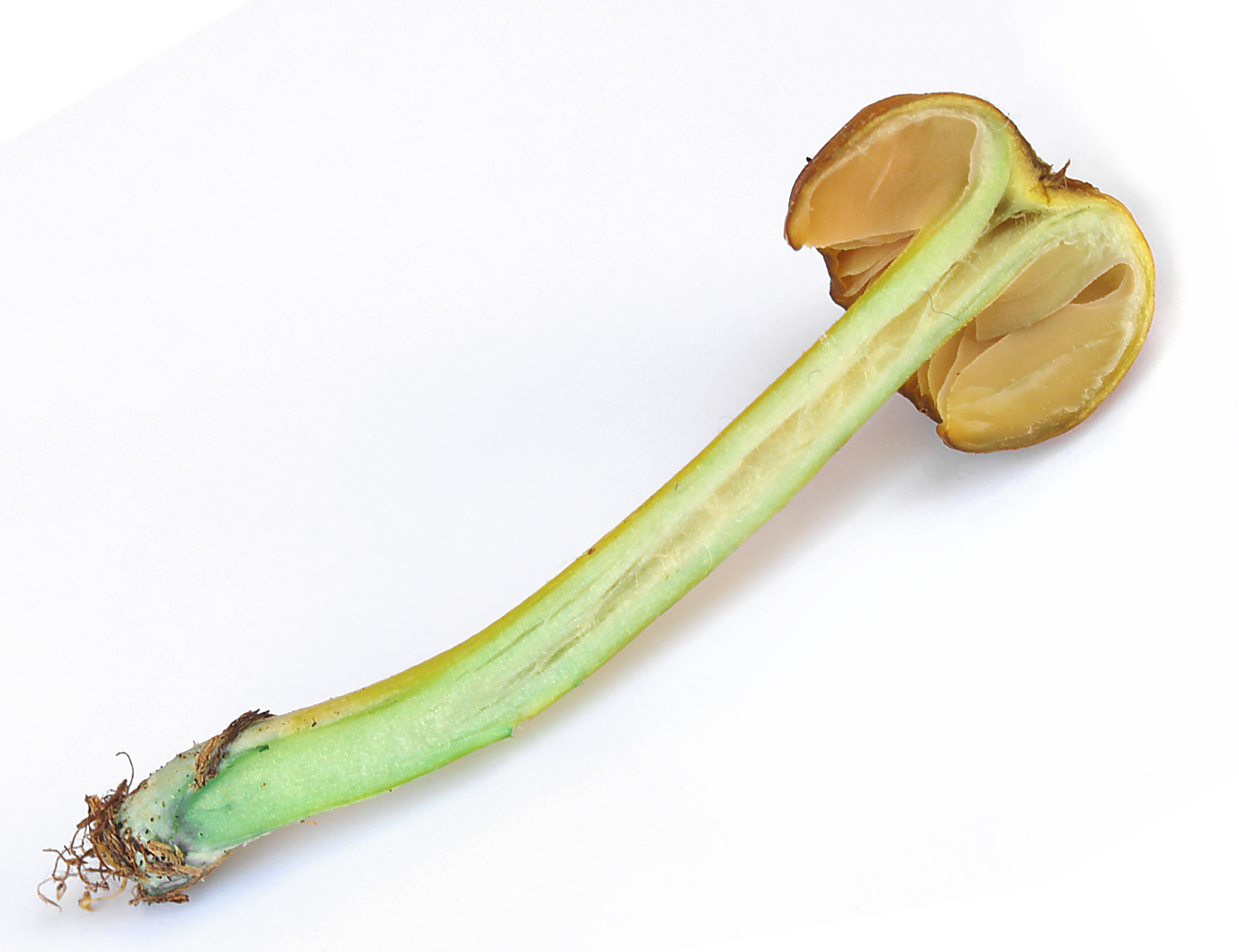
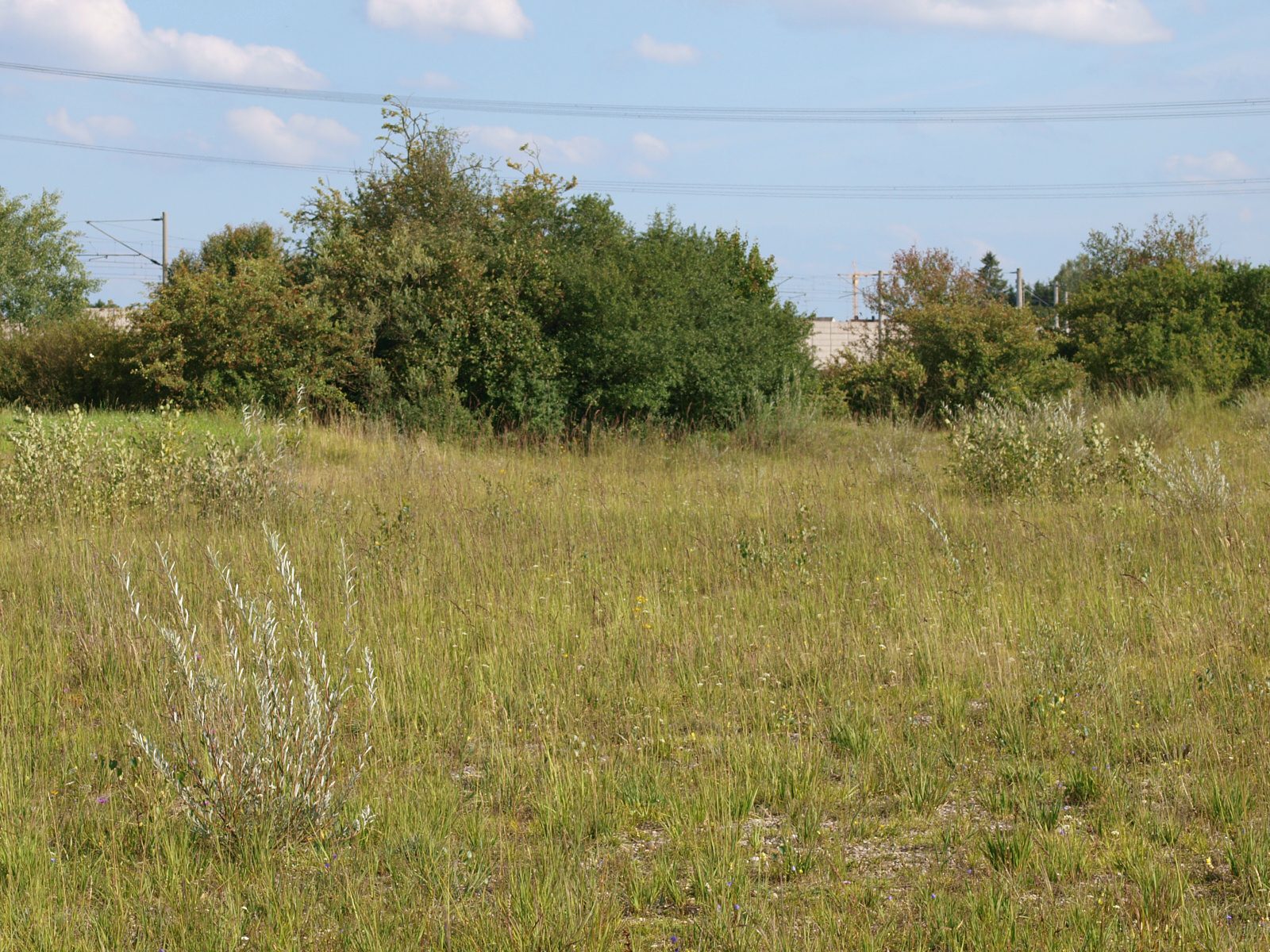
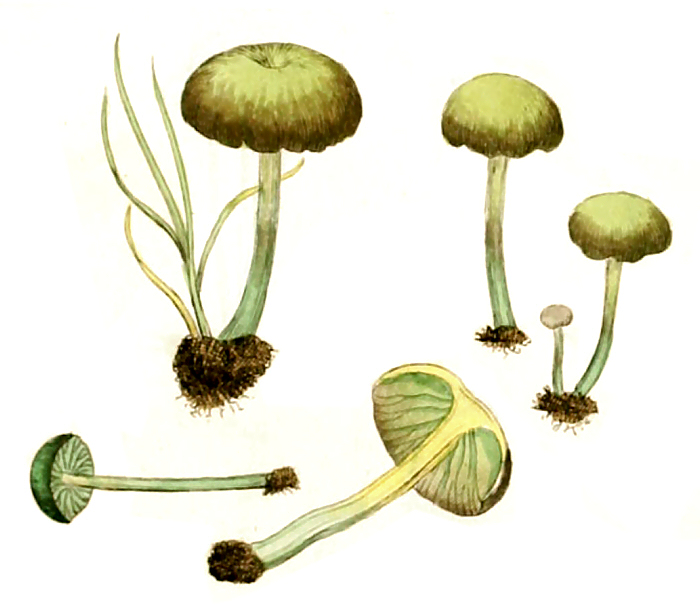
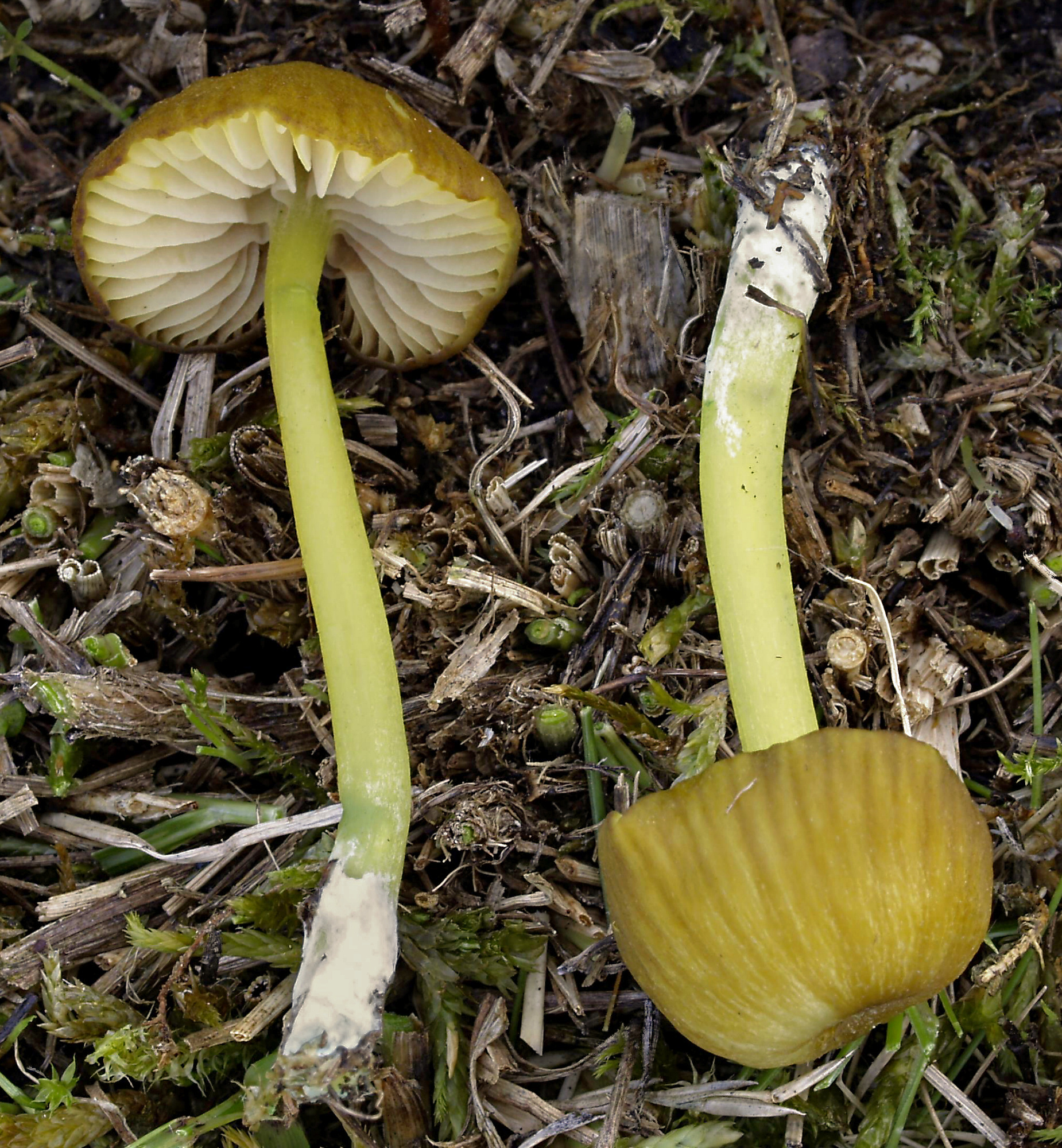
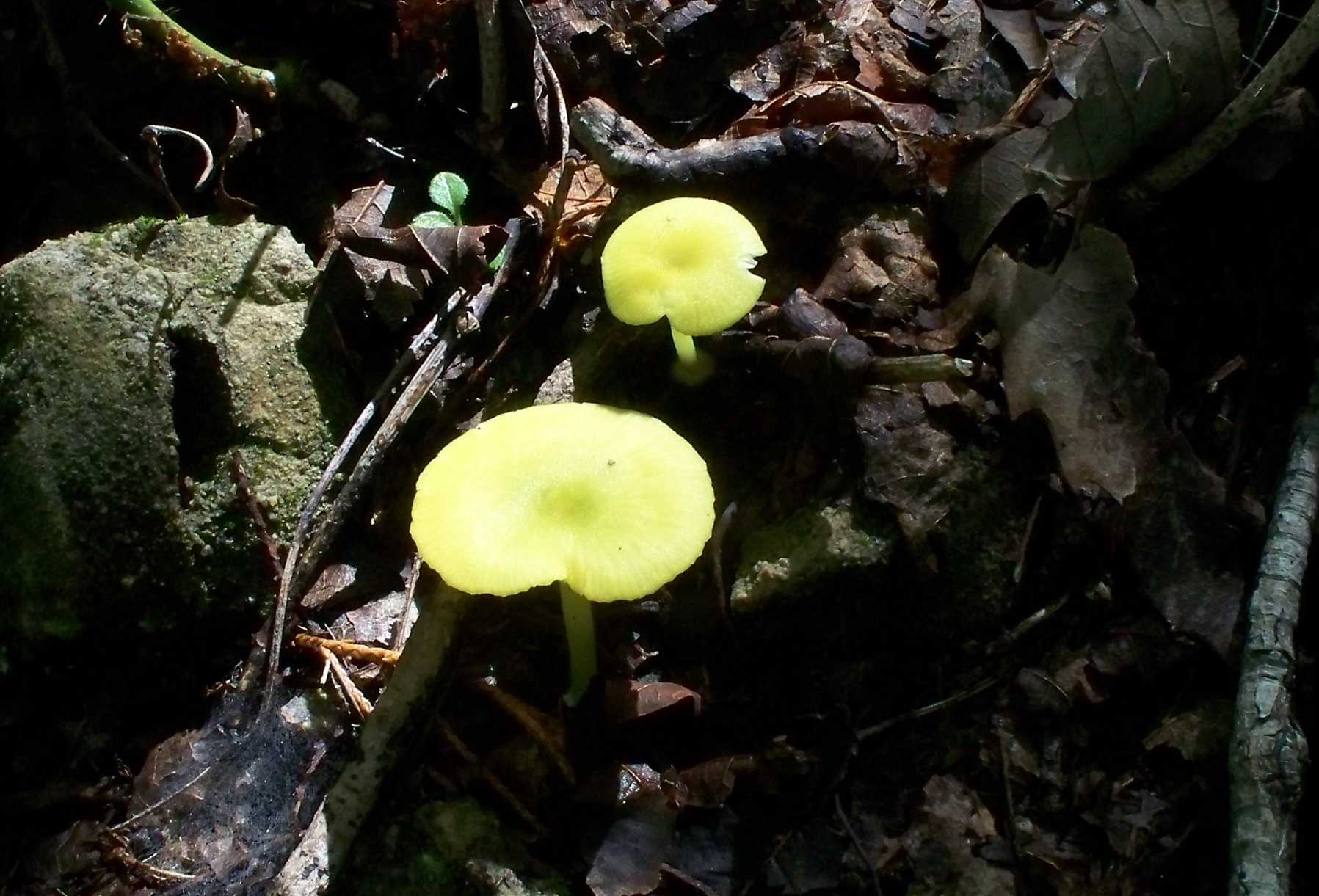
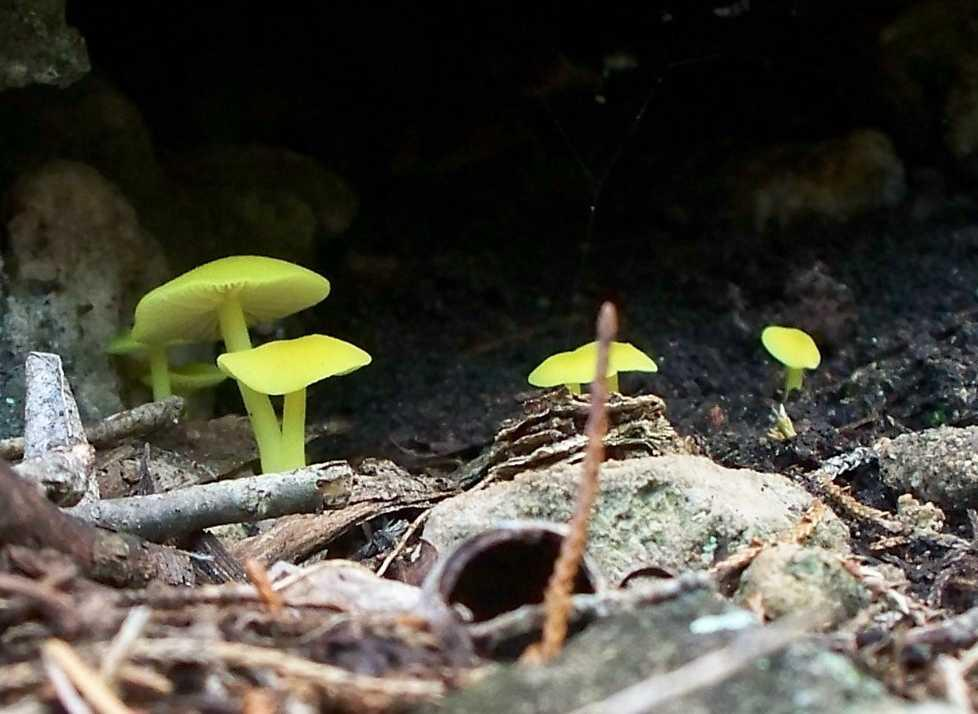
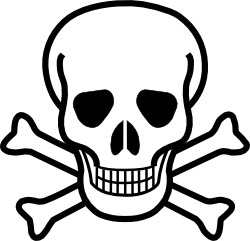